# Résolution 968 du Conseil de sécurité des Nations unies
Membres permanents
- Chine
- États-Unis
- France
- Royaume-Uni
- Russie

Membres non permanents
- Argentine
- Brésil
- Djibouti
- Espagne
- Nigéria
- Nouvelle-Zélande
- Oman
- Pakistan
- République tchèque
- Rwanda

Résolution no 967 Résolution no 969
La résolution 968 du Conseil de sécurité des Nations unies fut adoptée à l'unanimité le 16 décembre 1994. Après avoir pris note des déclarations du président du Conseil de sécurité et des rapports du Secrétaire général Boutros Boutros-Ghali sur la situation au Tadjikistan, le Conseil a créé la Mission d'observation des Nations unies au Tadjikistan (MONUT) et abordé le processus de réconciliation nationale dans le pays.

## Contexte
Les tensions ont éclaté au printemps 1992 lorsque des membres de l'opposition sont descendus dans la rue pour manifester contre les résultats de l'élection présidentielle de 1991. Des groupes ethniques des régions de Garm et du Haut-Badakhchan, sous-représentés dans l'élite dirigeante, se sont soulevés contre le gouvernement national du président Rakhmon Nabiyev, dans lequel dominaient les habitants des régions de Sughd et de Kulob. L'opposition s'est battue sous la bannière de l'Opposition tadjik unie, qui s'est tournée vers les rebelles en Afghanistan pour obtenir une aide militaire.

## Résolution

### Observations
Des pourparlers étaient cours entre le gouvernement et l'opposition au Tadjikistan. 
Il y avait un cessez-le-feu temporaire en vigueur et une prolongation des pourparlers a été convenue dans des accords signés à Islamabad, au Pakistan et à Téhéran, en Iran. Un protocole a été signé concernant une commission mixte afin qu'elle mette en œuvre les accords. La responsabilité première des parties tadjikes était de résoudre leurs différends. La fourniture d’une assistance internationale devait être liée au processus de réconciliation nationale qui comprenait des élections libres et équitables et des mesures de confiance. L'engagement des deux parties à résoudre le conflit a été salué. Les soldats de maintien de la paix de la Communauté des États indépendants coopéreraient avec la force de maintien de la paix des Nations unies pour surveiller le cessez-le-feu.

### Actes
Le Conseil de sécurité a ensuite créé la MONUT, composée de 40 observateurs militaires, de 18 agents internationaux et 26 agents locaux, avec le mandat suivant:
- assister la Commission mixte dans la mise en œuvre des accords politiques;
- enquêter et faire rapport sur les violations du cessez-le-feu;
- servir de médiateur avec les parties tadjikes et les forces de maintien de la paix dans le pays;
- appuyer les efforts de l'Envoyé spécial du secrétaire général;
- coopérer à la distribution de l’aide humanitaire.

La mission a été créée pour une période initiale de six mois mais ne sera prolongée qu'au-delà du 6 février 1995, lorsque les parties prolongeront les accords pour un cessez-le-feu durable, la réconciliation et la promotion de la démocratie. Le Tadjikistan a été invité à conclure un accord sur le statut de la mission avec l’Organisation des Nations unies. Le gouvernement du Tadjikistan et l’Opposition tadjik unie devaient parvenir à un accord politique le plus rapidement possible.
La libération de prisonniers de guerre le 12 novembre 1994 à Khorog a été saluée et de nouvelles mesures de confiance ont été demandées. L'accès sans entrave du Comité international de la Croix-Rouge aux prisonniers de guerre a été instamment demandé. Tous les pays ont été invités à coopérer au processus de réconciliation au Tadjikistan et à fournir une aide humanitaire. Le secrétaire général Boutros Boutros-Ghali a été prié de créer un fonds auquel des contributions volontaires pourraient être versées.